# Castello di Subbiano
il castello di Subbiano è un castello nell'omonimo comune italiano risalente almeno all'anno Mille.

## Descrizione
Costruito su uno sperone roccioso delimitato ad ovest dal fiume Arno e a nord dal torrente Palbena, la presenza del castello è documentata sin dall'anno Mille.
Della struttura originaria, ricostruita nel XX secolo, si conserva una torre di difesa merlata, un arco a sesto acuto dove era la porta dotata di saracinesche di protezione, un recinto murario con edifici addossati ed un cortile interno, oltre ai resti della porta della seconda cinta muraria. Rimangono ben visibili una feritoia a bocca di lupo, due lunghe feritoie chiuse da pietre dove si inserivano in alto le catene del ponte levatoio e la botola di accesso alla torre che, alta 19 metri e disposta su tre livelli, era raggiungibile solo con una scala a pioli.

## Storia
Il castello ebbe nell'alto Medioevo un’importanza notevole in quanto controllava un ponte e la via di comunicazione tra Arezzo e il Casentino. Antico dominio dei Canonici del duomo di Arezzo, fu possesso nel Duecento e nella prima metà del Trecento degli Ubertini e dei Tarlati da Pietramala, famiglie che allora governavano Arezzo e il suo territorio. Nel 1384, quando la Repubblica fiorentina si impadronì di Arezzo e del suo contado, anche il castello di Subbiano, intorno al quale si era sviluppato un borgo, cadde sotto la dominazione fiorentina, perdendo gran parte della sua funzione difensiva.